# Pagadebit di Romagna amabile
Il Pagadebit di Romagna amabile è un vino DOC la cui produzione è consentita nelle province di Forlì, Ravenna e Rimini.

## Caratteristiche organolettiche
- colore: paglierino più o meno intenso.
- odore: caratteristico, di biancospino.
- sapore: amabile, erbaceo, armonico, gradevole, delicato.

## Storia
È chiamato pagadebit perché il vitigno utilizzato è molto resistente e garantiva il pagamento dei debiti contratti dagli agricoltori.

## Abbinamenti consigliati
piadina romagnola, crudo, squacquerone e rucola.

## Produzione
Provincia, stagione, volume in ettolitri
- Forlì  (1995/96)  2276,09
- Ravenna  (1995/96)  1520,51